# شمشیر بی‌رحم
شمشیر بی‌رحم (انگلیسی: The Blade Spares None) فیلمی در ژانر اکشن و فانتزی است که در سال ۱۹۷۱ منتشر شد.